# Nudo seduto su un divano
Nudo seduto su un divano è un dipinto a olio su tela (100x65 cm) realizzato nel 1917 dal pittore italiano Amedeo Modigliani.
Fa parte di una collezione privata parigina.
È uno dei celebri nudi del pittore italiano.